# Vou Lembrar
Vou Lembrar é uma canção da cantora brasileira Wanessa Camargo, lançada como single no dia 20 de setembro de 2019 como parte de seu nono album de estúdio Universo Invertido.

## Vídeo musical
Wanessa lançou em 20 de setembro de 2019 uma nova música e clipe e voltou nostálgica. Em “Vou Lembrar”, a cantora fez uma viagem ao passado ao apresentar para o público a história de uma menina e sua boneca preferida. O brinquedo é quase que uma reprodução fiel de uma mesma boneca que Wanessa possuía quando pequena. A artista dá um passo para o lado e deixa o protagonismo para se tornar a narradora do roteiro.

## Apresentações ao vivo
Wanessa cantou a música pela primeira vez em 28 de setembro de 2019 no Altas Horas, 19 de outubro no Programa da Maísa e 20 de outubro na Eliana. 

## Histórico de lançamento
| Região | Data                   | Formato                    | Gravadora | Ref.   |
| ------ | ---------------------- | -------------------------- | --------- | ------ |
| Mundo  | 20 de setembro de 2019 | Download digital streaming | Som Livre | [ 12 ] |